# Danny Morgan
Danny Morgan (* 4. März 1983 in Hillingdon, London) ist ein britischer Schauspieler und Drehbuchautor, der durch Kinofilme wie On the Road – Unterwegs oder Double Date international bekannt wurde.

## Leben und Karriere
Der 1983 geborene Danny Morgan begann seine Darstellerlaufbahn 2007 im Fernsehen mit einer kleinen Nebenrolle in der TV-Serie Saxondale. Darauf folgten weitere kleinere Rollen und Engagements wie in den Serien Doctors, Ideal oder Off the Hook. Mit diesen wertvollen Erfahrungen gab er sein Spielfilmdebüt als Schauspieler im Jahre 2012 in Walter Salles Roadmovie On the Road – Unterwegs an der Seite von Schauspielern wie Sam Riley, Garrett Hedlund, Kristen Stewart, Kirsten Dunst oder Viggo Mortensen.
2012 lernte er auch den Filmemacher Benjamin Barfoot kennen. Aus dieser Begegnung resultierte eine feste Freundschaft, die sich auch in der Zusammenarbeit bei mehreren aufeinander folgenden Kurzfilmen zeigte, zu denen Danny Morgan das Drehbuch und seine Schauspielkunst beisteuerte, während Benjamin Barfoot die Regie führte. 2017 inszenierte Barfoot schließlich die Horrorkomödie Double Date nach einem Drehbuch von Morgan, der auch die Hauptrolle im Film übernahm. Zur weiteren Besetzung des Films gehörten Michael Socha, Georgia Groome und Kelly Wenham. Der Film feierte am 30. Juni 2017 beim Edinburgh International Film Festival seine Premiere. Double Date lief auf verschiedenen internationalen Festivals wie Tschechien, Irland oder auf dem Internationalen Filmfestival von Stockholm in Schweden. Beim Strasbourg European Fantastic Film Festival wurde die Produktion mit dem Octopus d'Or in der Kategorie Best International Feature Film ausgezeichnet.

## Filmografie

### Als Schauspieler
Film
- 2012: Drive Too (Kurzfilm)
- 2012: On the Road – Unterwegs (On the Road)
- 2012: Who Is Albert Plum? (Kurzfilm)
- 2012: Where Did It All Go Ron? (Kurzfilm)
- 2014: Breaking the Bank
- 2016: Fist (Kurzfilm)
- 2017: Double Date
- 2020: Wonder Woman 1984
- 2021: The Score

Fernsehen
- 2007: Saxondale (Fernsehserie, 1 Episode)
- 2008: Tonightly (Fernsehserie, 1 Episode)
- 2008: The Wrong Door (Fernsehserie, 1 Episode)
- 2008: Fresh! (Fernsehserie, 1 Episode)
- 2008 + 2010: Doctors (Fernsehserie, 2 Episoden)
- 2008–2011: Ideal (Fernsehserie, 10 Episoden)
- 2009: The Green Green Grass (Fernsehserie, 1 Episode)
- 2009: Off the Hook (Fernsehserie, 7 Episoden)
- 2010: Comedy Lab (Fernsehserie, 1 Episode)
- 2011: Campus (Fernsehserie, 2 Episoden)
- 2013: The Sweeter Side of Life (Fernsehfilm)
- 2013: Common Ground (Fernsehserie, 1 Episode)
- 2015: Drifters (Fernsehserie, 1 Episode)
- 2016: The Rebel (Fernsehserie, 1 Episode)
- 2019: Cold Feet (Fernsehserie, 3 Episoden)
- 2023: Boat Story (Fernsehminiserie, 1 Episode)

### Als Drehbuchautor
- 2012: Drive Too (Kurzfilm)
- 2012: Who Is Albert Plum? (Kurzfilm)
- 2012: Where Did It All Go Ron? (Kurzfilm)
- 2013: Common Ground (Fernsehserie, 1 Episode)
- 2017: Double Date
- 2022: Die Prinzessin und ihr Bodyguard (Fernsehfilm)